# I-Ging-Karten
I-Ging-Karten sind Wahrsagerkarten, die auf dem I-Ging aufbauen. Sie bestehen aus 64 Karten, entsprechend den Hexagrammen des I-Gings, wobei bei einigen Versionen der Deutungstext ebenfalls auf den Karten vorhanden ist. Man verwendet sie sowohl zur Divination wie zur Meditation und Kontemplation.

## Kritik
Ein Kritikpunkt der I-Ging-Karten ist, dass sie nicht auf die Wandelbarkeit der Hexagramme eingehen und so eigentlich den Begriff I, Wandlung, ad absurdum führen. Die Karten gehen nur auf die grundlegende Deutung der Hexagramme ein (Urteil und Bild), nicht aber auf die einzelnen Linien, welche beim herkömmlichen I-Ging jedoch den wesentlichsten Teil des Orakels ausmachen.